# Turkiet i olympiska sommarspelen 1964
Turkiet deltog i de olympiska sommarspelen 1964 i Tokyo med en trupp bestående av 23 deltagare, samtliga män, vilka deltog i 24 tävlingar i fyra sporter. Turkiet slutade på 16:e plats i medaljligan, med två guldmedaljer och sex medaljer totalt.

## Medaljer

### Guld
- İsmail Ogan - Brottning, fristil, weltervikt.
- Kazım Ayvaz - Brottning, grekisk-romersk stil, lättvikt.

### Silver
- Hüseyin Akbaş - Brottning, fristil, bantamvikt.
- Hasan Güngör - Brottning, fristil, mellanvikt.
- Ahmet Ayık - Brottning, fristil, lätt tungvikt.

### Brons
- Hamit Kaplan - Brottning, fristil, tungvikt.

## Friidrott
Fyra deltagare representerade Turkiet i friidrotten, i totalt fem tävlingar.
Herrar
Bana och väg
| Idrottare         | Gren           | Heat     | Heat      | Semifinal        | Semifinal        | Final            | Final            |
| Idrottare         | Gren           | Resultat | Placering | Resultat         | Placering        | Resultat         | Placering        |
| ----------------- | -------------- | -------- | --------- | ---------------- | ---------------- | ---------------- | ---------------- |
| Muharrem Dalkılıç | 5 000 m        | 14:12.10 | 7         | i.u.             | i.u.             | Gick inte vidare | Gick inte vidare |
| Muharrem Dalkılıç | 10 000 m       | i.u.     | i.u.      | i.u.             | i.u.             | DNF              | DNF              |
| Çetin Şahiner     | 110 m häck     | 15.12    | 6         | Gick inte vidare | Gick inte vidare | Gick inte vidare | Gick inte vidare |
| Cahit Önel        | 3 000 m hinder | 9:15.6   | 10        | i.u.             | i.u.             | Gick inte vidare | Gick inte vidare |

Fältgrenar
| Idrottare  | Gren    | Kval  | Kval      | Final            | Final            |
| Idrottare  | Gren    | Längd | Placering | Längd            | Placering        |
| ---------- | ------- | ----- | --------- | ---------------- | ---------------- |
| Aşkın Tuna | Tresteg | 15.21 | 23        | Gick inte vidare | Gick inte vidare |

## Tyngdlyftning
Mellantungvikt
- Sadık Pekünlü
  - Press - 140,0 (9:e plats)
  - Ryck - 125,0 (12:e plats)
  - Stöt - 170,0 (8:e plats)
  - Total - 435,0 (11:e plats)